# Roseliet
Het mineraal roseliet is een gehydrateerd calcium-kobalt-magnesium-arsenaat met de chemische formule Ca2(Co,Mg)(AsO4)2·2(H2O).

## Eigenschappen
Het doorzichtig tot doorschijnend roze of donkerrode roseliet heeft een glasglans, een lichtrode streepkleur en de splijting is perfect volgens het kristalvlak [010] en goed volgens een onbekend kristalvlak. Roseliet heeft een gemiddelde dichtheid van 3,69 en de hardheid is 3,5. Het kristalstelsel is monoklien en het mineraal is niet radioactief. Roseliet is licht- tot donkerroze pleochroïsch.

## Naam
Het mineraal roseliet is genoemd naar de Duitse mineraloog Gustave Rose (1798 - 1873).

## Voorkomen
De typelocaties van roseliet zijn de Rappold mijnen van Schneeberg, Sachsen, Duitsland en de Rosas mijn in Sulcis, Sardinië, Italië. Het wordt ook gevonden in Bou Azzer, Anti-Atlas in Marokko.